# Dysspastus gracilellus
Dysspastus gracilellus is een vlinder uit de familie dominomotten (Autostichidae). De wetenschappelijke naam is, als Symmoca gracilella, voor het eerst geldig gepubliceerd in 1922 door Turati.
Deze vlinder komt voor in Europa.

## Andere combinaties
- Symmoca gracilella Turati, 1922
- Symmocoides gracilella (Turati, 1922)

## Synoniemen
- Symmoca desertella Turati, 1924[1]